# タイガー・スタジアム
タイガー・スタジアム（Tiger Stadium）は、アメリカのミシガン州デトロイトにかつて存在したスタジアム。MLBデトロイト・タイガース、NFLデトロイト・ライオンズのホーム球場だった。
タイガースは1896年からベネット・パークを本拠地にしていた。しかし同球場は木製で火災発生の危険性が高いため、1911年のシーズン終了後に取り壊し。翌年、同球場跡地に鉄筋コンクリート製の新球場が建設され、ネビン・フィールド（Navin Field）という名称でオープンした。
その後、1937年に当時の球団オーナーの名前からブリッグス・スタジアム（Briggs Stadium）に改称。1938年からはライオンズもここを本拠地にした。
1961年、タイガー・スタジアムに再改称した。

## 外野の広さの変遷
| 年度 | 左翼   | 左中間 | 中堅 | 右中間 | 右翼   |
| ---- | ------ | ------ | ---- | ------ | ------ |
| 1921 | 345    | 不明   | 不明 | 不明   | 370    |
| 1927 | 340.58 | 不明   | 467  | 不明   | 370.91 |
| 1930 | 339    | 不明   | 455  | 不明   | 372    |
| 1931 | 367    | 不明   | 464  | 不明   | 367    |
| 1934 | 339    | 不明   | 464  | 不明   | 367    |
| 1936 | 339    | 不明   | 459  | 不明   | 325    |
| 1937 | 339    | 不明   | 450  | 不明   | 325    |
| 1938 | 340    | 不明   | 440  | 不明   | 325    |
| 1939 | 342    | 不明   | 450  | 不明   | 315    |
| 1942 | 340    | 365    | 420  | 370    | 325    |
| 1954 | 340    | 365    | 420  | 370    | 302    |
| 1955 | 340    | 365    | 420  | 370    | 325    |

※単位はフィート、1フィート≒30.48センチ

## ファンによる球場保存運動
古き良き時代のボールパークであるだけにこの球場のファンも多く、ファンクラブまであるほど人気が高い。1972年に多目的スタジアムを建設してそこに移転する計画を球団オーナーが発表すると、ファンは大ブーイング。新球場への公金投入についても住民投票で反対票が多数派を占め、結局この計画は中止された。
1986年、デトロイト市長コールマン・ヤングが「新ドーム球場建設、タイガー・スタジアム取り壊し」を匂わせる発言をしたときも、地元紙の世論調査では3分の2近い人が否定派という結果が出た。そのためヤングは提案を撤回せざるをえなかった。
1988年、タイガー・スタジアムは全米歴史的保存物に登録された。これにより、連邦政府の資金はこの球場の取り壊し、建て替え、新築に使えなくなった。
しかし1990年代初頭に市が新球場計画を発表すると、ミシガン州全体で6割の人が計画に賛成していることが世論調査で明らかになる。特にデトロイト市では実に4分の3が賛成派だった。
この結果を受けファンクラブは、市案とは別に独自の改築案を協議し始めた。彼らは建築家を招聘し、改築設計を支援した。これは、ファンが球場保存のために資金援助したという点で、ベースボール史において非常に珍しい事例である。しかし、ダウンタウンに建設される新球場を2000年から使用することが最終決定し、このファンクラブ案はお蔵入りとなった。

## 取り壊し・再開発
2006年6月15日に、デトロイト市長クウェイム・キルパトリックは、タイガー・スタジアムの取り壊しと再開発の計画を発表した。取り壊しは、市の資金によって賄われ、2006年の秋から始まった。報道によると、歴史的なこの球場の一部は、再開発の後にも保存される。再開発では、球場グランドは公園になり、その周りに商店街、コンドなどが建設される。
デトロイト出身の人気ラッパーエミネムが2009年に発表したシングル「Beautiful」のPVに、取り壊し中のタイガー・スタジアムが登場した。

## 主要な出来事

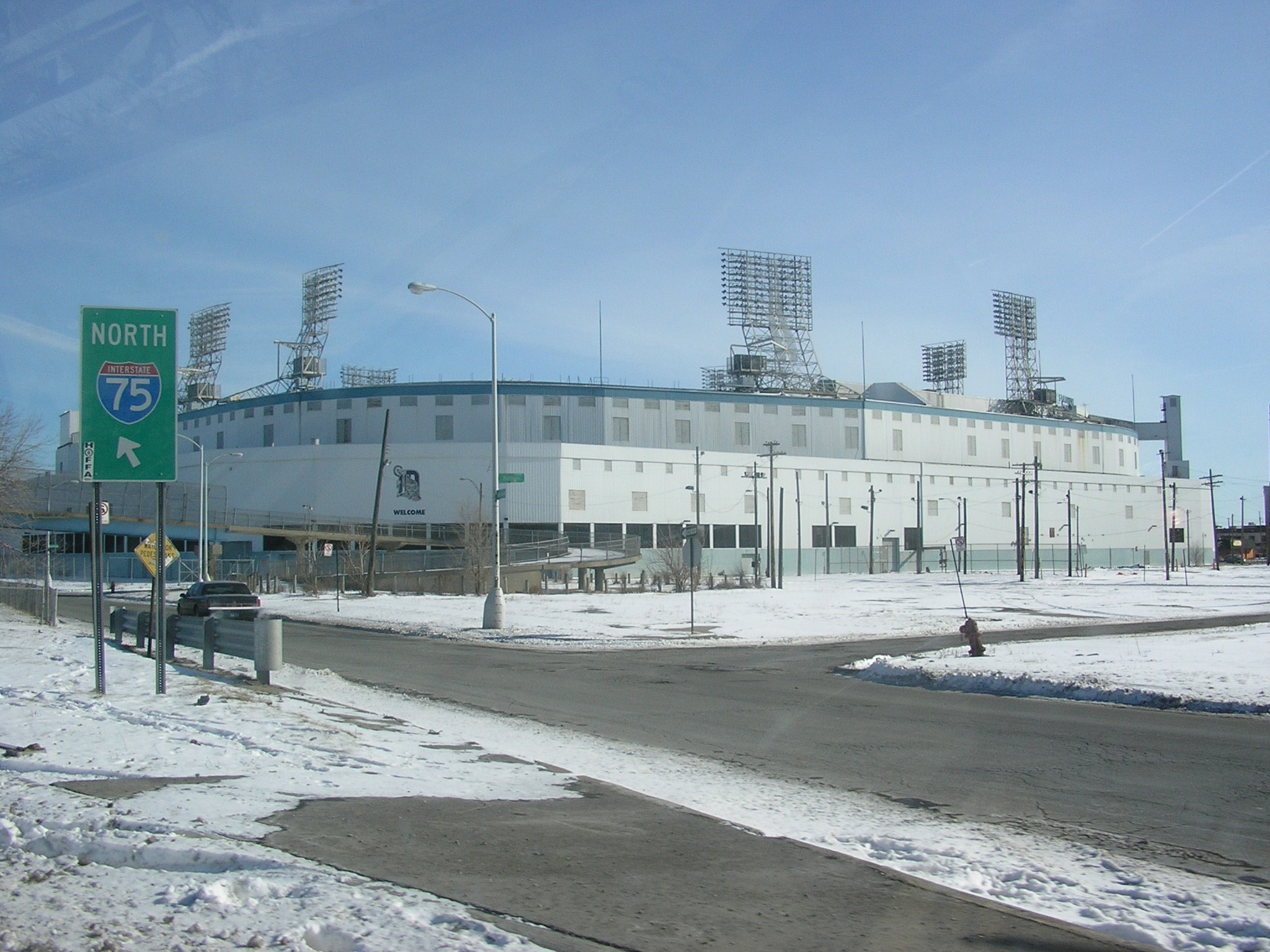
タイガー・スタジアム外観

### 野球
- 1912年4月20日、インディアンス戦で開場（タイガース 6 - 5 インディアンス）。
- 1922年4月30日、シカゴ・ホワイトソックスのチャーリー・ロバートソンが完全試合を達成した。
- 1934年7月13日、ヤンキースのベーブ・ルースがメジャー史上初となる通算700本塁打を達成した。
- 1939年5月2日、ヤンキースのルー・ゲーリッグが欠場。連続試合出場記録が2,130試合でストップした。
- 1941年7月8日、オールスターゲーム開催（ア 7x - 5 ナ）。レッドソックスのテッド・ウィリアムズが球宴史上初の逆転サヨナラ本塁打を放った。
- 1951年7月10日、オールスターゲーム開催（ナ 8 - 3 ア）。
- 1952年8月25日、タイガースのバージャル・トラクスがヤンキース戦でノーヒットノーランを達成した。
- 1971年7月13日、オールスターゲーム開催（ア 6 - 4 ア）。
- ワールドシリーズ開催:1934年、1935年、1940年、1945年、1968年、1984年
- 1999年9月27日、ロイヤルズ戦で閉場（タイガース 8 - 2 ロイヤルズ）。